# とべとべヤングABC
『とべとべヤングABC』（とべとべヤングエービーシー）は、朝日放送ラジオで1978年10月3日から1979年10月5日まで放送されていた平日夜のラジオワイド番組。通称「とべヤン」。

## 概要
当時の朝日放送ラジオの平日夜10時台（22時台）は、夜ワイド番組『ABCヤングリクエスト』（ヤンリク）が23:00スタートであったために本番組と同じ22:00スタートであった『MBSヤングタウン』（毎日放送）への対抗策的な枠であり、本番組から聴いているリスナーをそのままヤンリクへつなげようという目的を持ったもので、この枠では1974年4月8日から4年6か月続いた『ハイッ!浜村淳ですABC』に続くワイド番組である。
前番組『ハイッ!浜村淳です』に比べて対象リスナー層をより若者向けに絞り、アニメやオーディオ、車などのメカニック、SF、ヒット曲など若者好みの情報を満載した構成。パーソナリティのうち、金木賢一は本番組担当のために次枠番組『ABCヤングリクエスト』月曜パーソナリティを一時降板。川田恵子は本番組のオーディションに合格して、本番組のアシスタントで放送界にデビューした。その川田はこの「とべヤン」時代の1979年に、本番組の企画でシングル曲『最後のフレーム』を愛称の「キャンディ」名義でリリース（ふたつのさくらンボ「ディスコ・ヤンリク」との両A面）、同曲は本番組でテーマ曲として使用されていた。
本番組終了後は再び朝日放送ラジオの平日夜10時台から1時間以上のワイド番組が消滅。平日夜10時台での1時間以上ワイド番組の再開はこれより2年後の1981年10月5日スタートの『ABCラジオ10』となる。そしてパーソナリティの一人、金木賢一は1979年10月から『ABCヤングリクエスト』月曜パーソナリティに復帰している。

## 放送時間
- 月曜日〜金曜日 22:00〜23:00 （1978年10月3日〜1979年3月31日）
- 月曜日〜金曜日 22:00〜22:50 （1979年4月3日〜1979年10月5日）
  - 『ABCヤングリクエスト』内で放送されていた『たむたむたいむ』が、1979年4月3日から平日22:50〜23:00の単独枠に移動して来たために短縮（1979年7月からはこの枠でたむたむたいむに代わり『快刀乱麻・龍介のひとりごと』がスタートしている）。

## パーソナリティ
- 金木賢一 （月曜〜水曜）[3]
- 安部憲幸 （木曜・金曜）[3]
- 川田恵子 （アシスタント）

## 主なコーナー
- ゲストコーナー[4]
- ハガキでフィーバー[4]
- テレフォンクイズ[4]
- Dのコーナー
  - D1からD4までの“背番号”を付けた4人のディレクターが毎日パーソナリティと一緒に出演してトークをしたり様々な企画を行う[3]。
- ベストテンコーナー[4]（正式タイトル不明）
- 香月星苑のホロスコープ星占い（月曜）[4]
- 黒田武彦の風の話（水曜）[4]
- 藤沢淳一郎の釣りの話（木曜）[4]